# 李世宏
李世宏（1957年10月—），生于安徽蚌埠，中国京剧演员、配音演员，中央电视台影视频道艺术顾问，央视版《西游记》中孙悟空配音演员之一（前5集，其后交给李扬）。
1987年，获中国影视声音学会奖。
2018年2月，《声临其境》嘉宾。